# Antena de Oro 1966
L'Edició dels Premis Antena de Oro, concedits per l'Agrupació Sindical de Ràdio i Televisió sota la presidència del president del sindicat Enrique Ramos el 24 de novembre de 1966 però corresponents a l'any 1965, va guardonar:

## Ràdio
- Germán Mira Herrero (directiu)
- Tico Medina.
- José María Tavera Baz (Barcelona);
- Gonzalo Fausto García Morillas (Badajoz);
- Beatriz Cervantes (Madrid)
- Antonio García Quijada (Madrid);
- Dolores del Pino Galludo (Madrid)
- José Gil Cobo (Màlaga)
- Alberto Borràs Martorell (Barcelona)
- Eduardo Ruiz de Velasco (Bilbao)

## Televisió
- Manuel Benet Novella
- Manuel Sánchez-Camargo Cuesta
- Carlos Muñiz
- Miguel Sanchiz Buendía
- Maruja Fernández del Pozo
- Joaquín Martín Pamplona
- Rosa Álvarez
- Carlos Álvarez Paz
- Margarita Llompart Elías
- Gustavo Pérez Puig
- Jesús Aparicio-Bernal Sánchez
- Emilio Romero Gómez